# Lubsza
Lubsza (in tedesco Leubusch) è un comune rurale polacco del distretto di Brzeg, nel voivodato di Opole.
Ricopre una superficie di 212,71 km² e nel 2004 contava 8 587 abitanti.